# Doblhoff WNF 342
Der Doblhoff WNF 342 war ein experimenteller Hubschrauber der Wiener Neustädter Flugzeugwerke (WNF) aus den 1940er Jahren. Dies war der erste Hubschrauber, der mit einem Rückstoßantrieb in Form eines heißen Blattspitzenantriebs flog.

## Geschichte
Die Entwicklung der WNF 342 beruhte auf einem vom österreichischen Baron Friedrich von Doblhoff bereits 1937 bis 1939, während seiner Studienzeit, entwickelten Antriebskonzepts. Indem er sich mehr an der konstruktiven Auslegung von Tragschraubern orientierte, sollte der komplexe und schwere Aufbau der damaligen Drehflüglerkonstruktionen vermieden werden. Die Rotorblätter sollten nicht von innen her durch Wellen und Getriebe, sondern von außen durch einen Strahlantrieb in den Blattspitzen angetrieben werden. Erste theoretische und experimentelle Arbeiten gingen dahin, die umlaufenden Rotorblätter als Verdichter zu verwenden und so ein motorgetriebenes Verdichteraggregat zu vermeiden. Wegen der damit erreichbaren geringen Verdichtung und dem daraus folgenden niedrigen thermischen Wirkungsgrad wurde diese mechanisch einfachste Lösung nicht weiter verfolgt.
Ein Entwicklungsauftrag des Reichsluftfahrtministeriums für einen Erprobungsträger (WNF 342) kam durch persönliche Intervention Doblhoffs in Berlin zustande. Die Ausgaben bis Kriegsende waren auf 300.000 Reichsmark beschränkt.
Im September 1943 war die Maschine fertiggestellt und hob zum ersten Mal in einem gefesselten Flug in einer Halle der WNF vom Boden ab. Im Herbst 1943 gelang auch ein achtminütiger freier Schwebeflug in einer Höhe zwischen ein und drei Meter. Kurz danach wurde das Werk 1, in dem auch die Entwicklungsabteilung tätig war, durch einen alliierten Bombenangriff zerstört. Die V1 wurde so stark beschädigt, dass nur wenige Teile wieder verwendbar waren. Aus den Resten der V1 entstand dann die V2, während die folgende V3 neu gebaut und später in den Doppelsitzer V4 umgebaut wurde. Bis Kriegsende war es nicht möglich, eine Transition vom Schwebe- in den Horizontalflug durchzuführen.

## Versionen

### V1
Für den ersten fliegenden Entwicklungsträger (WNF 342 V1) verwendete man einen 60 PS leistenden Walter-Mikron-Motor, der den als Kreiselverdichter ausgelegten Lader eines Argus As 411-Triebwerks antrieb und so die notwendige Druckluft bereitstellte. In die Düsen wurde gleichzeitig eine Mischung aus verdampftem Treibstoff und Luft direkt hinter dem Verdichter eingespritzt, durch den Rotor und die Rotorblätter geleitet und in den Brennkammern an den Blattenden mit Glühkerzen gezündet. Das Treibstoff-Luft-Gemischverhältnis war stöchiometrisch (Verhältnis Luft:Kraftstoff 14:1) gewählt, um eine größtmögliche Leistung zu erreichen. Als Nachteil waren hierbei hohe Temperaturen, die zu rotglühenden Düsenwänden führten, in Kauf zu nehmen. Die Brennkammern mussten deshalb aus hochfesten, legierten Stählen hergestellt werden.
Durch die zusätzliche Verbrennung der verdichteten Luft kann die im Rotor erzielte Leistung höher sein als die Leistung des Verdichtermotors selbst. Nachteilig gegenüber einem reinen Wellenantrieb ist der etwa dreifach höhere Kraftstoffverbrauch. Eine Lösung sah Doblhoff darin, im Horizontal-Reiseflug den Verdichtermotor zum Antrieb eines Propellers heranzuziehen. In dieser Phase sollte der Rotor im Autorotationsmodus lediglich mitlaufen, so dass der lange Reiseflug als Tragschrauber mit einem wesentlich geringeren Kraftstoffverbrauch zurückgelegt werden könnte.

### V2
Statt des Walter-Mikron-Motors kam bei der V2 ein 90-PS-Walter-Minor zum Antrieb des As-411-Laders zum Einsatz. Als reine Versuchsträger für den Blattspitzenantrieb verfügten weder die V2 noch die V1 über eine Luftschraube zur Erzeugung des Vortriebs. Bei der V2 traten durch die erhöhte Rotordrehzahl zum ersten Mal Anzeichen des Bodenresonanz-Phänomens auf. Bei einem Unfall 1944 wurde die V2 stark beschädigt.

### V3
Gleichzeitig mit der Erprobung der V2 liefen die Konstruktionsarbeiten an der V3, mit dem auch der Übergang zum Flug als Tragschrauber demonstriert werden sollte. Die V3 erhielt mit ihren doppelten Leitwerksträgern und dem einkuppelbaren Druckpropeller eine gegenüber der V2 stark geänderte konstruktive Auslegung. Zur Lösung des Problems der im Schwebeflug unzureichenden Richtungssteuerung wurde ein kleiner zusätzlicher Druckpropeller vorgesehen, der seinen Luftstrahl auf das Seitenruder richtete. Als Antrieb des weiterhin verwendeten As 411-Laders erhielt die V3 einen 135 PS leistenden Argus-As-8-Motor.
Bei ersten Schwebeversuchen zeigte die V3, noch mehr als die V2, eine Neigung zu sich aufschaukelnden Schwingungen. Als Ursache identifizierte der als Berater hinzugezogene, bei Flettner für Aerodynamik und Dynamik zuständige, Ingenieur Kurt Hohenemser die geringe Differenz zwischen Eigenfrequenz der Rotorblätter und der Drehfrequenz des Rotors. Bei einem mit dieser Problematik zusammenhängenden Unfall, bei dem der Rumpf in nicht beherrschbare Schwingungen geriet, wurde die V3 stark beschädigt, konnte aber wieder aufgebaut werden.

### V4
Um die praktische Verwendbarkeit des Erprobungsträgers zu demonstrieren, wurde gegen Ende des Jahres 1944 die V3 in die zweisitzige V4 umgebaut. Noch vor dem ersten Schwebeflug zwangen die Kriegsereignisse mit der näherrückenden Front eine Verlegung der V4 von Ober-Grafendorf nach Zell am See. Eine Wiederaufnahme der Flugversuche fand vor Eintreffen der US Army nicht mehr statt.

## Verbleib
Nach Kriegsende kam u. a. Oberst Charles Lindbergh zur Besichtigung des Hubschraubers. Die V4 wurde von den Amerikanern als Kriegsbeute auf der HMS Reaper in die USA verschifft und erhielt dort das Kennzeichen FE-4615 (Foreign Evaluation 4615, später T2-4615). Baron von Doblhoff folgte noch im selben Jahr in die USA. Die Maschine wurde später General Electric in Schenectady (New York) übergeben und 1949 zum letzten Mal beobachtet.

## Technische Daten
| Kenngröße        | V1                                  | V2                                 | V3/V4                                              |
| ---------------- | ----------------------------------- | ---------------------------------- | -------------------------------------------------- |
| Sitzzahl         | 1                                   | 1                                  | 1 (V3) 2 (V4)                                      |
| Rotordurchmesser | 8 m                                 | 8 m                                | 9,96 m                                             |
| Drehzahl         |                                     |                                    | 305 min−1                                          |
| Leermasse        | 250 kg                              | 340 kg                             | 430 kg                                             |
| max. Startmasse  |                                     |                                    | 640 kg                                             |
| Triebwerk        | ein Walter Mikron mit 60 PS (44 kW) | ein Walter Minor mit 90 PS (66 kW) | ein Argus As 8 B mit 135 PS (100 kW) Startleistung |